# I, Claudius (televisieserie)
I, Claudius (in het Nederlands vertaald als Ik, Claudius) is een Britse dertiendelige televisieserie uit 1976 vervaardigd door de BBC. De serie, geschreven door Jack Pulman, is gebaseerd op de boeken I, Claudius en Claudius the God van Robert Graves. De serie betekende voor diverse beginnende acteurs zoals Derek Jacobi (als de stotterende Claudius), John Hurt (als Caligula) en Patrick Stewart (als Sejanus) een doorbraak.

## Verhaal
De serie gaat over Claudius I die van 41 tot 54 n.Chr. keizer van Rome was. Bijna elke aflevering begint met Claudius die zijn memoires schrijft en terugdenkt aan zijn belevenissen. Vanwege een uitspraak van de Sibille van Cumae beseft Claudius zijn taak als historicus-keizer. Hij zal de huidige gebeurtenissen vastleggen en goed verstoppen in een loden kist zodat ze pas 1900 jaar later openbaar zullen worden.
Claudius is een zoon van Drusus, die samen met zijn broer Tiberius is geadopteerd door keizer Augustus na diens huwelijk met hun moeder Livia. De serie volgt Claudius die opgroeit aan het keizerlijk hof als lid van de keizerlijke familie. Claudius wordt door zijn horrelvoet, waardoor hij hinkt, zijn tics, hij trekt met zijn hoofd en stottert, niet voor vol aangezien. Hij staat in de schaduw van zijn broer Germanicus, die hij overigens adoreert.
Claudius heeft al snel door dat Livia bezig is de Romeinse politiek naar haar hand te zetten. Ze domineert Augustus en weet door haar intriges en moordaanslagen de keizerskroon veilig te stellen voor haar zoon Tiberius, de oom van Claudius. Claudius duikt min of meer onder. Hij schrijft de geschiedenis van de Etrusken en Carthago en stort zich op zijn studies. Naar de buitenwereld doet hij zich voor als een gehandicapte. Hij overdrijft zijn tics en krijgt het voor elkaar dat Livia hem als ongevaarlijk inschat. Dit redt hem vermoedelijk het leven. Zijn vader Drusus, zijn broer Germanicus, en talloze neefjes en nichtjes vallen ten prooi aan Livia’s intriges. Tiberius staat lange tijd helemaal onder haar invloed. Ze herkent ook de wreedheid en sadisme bij haar achterkleinkind Caligula, een zoon van Germanicus. Hoewel Livia gestorven is als Caligula de oude Tiberius laat vermoorden en de troon overneemt, blijft haar invloed voortleven.
De belangrijkste bijrol wordt gespeeld door de joodse prins Herodes Agrippa I, die als een soort van meest geliefde gijzelaar in luxe opgroeit in Rome. Door zijn natuurlijke charme weet hij het hele keizerlijke hof en vooral de moeder van Claudius voor zich te winnen en hij wordt na de dood van Posthumus de beschermer van de lamme en stotterende Claudius. Hij speelt een hoofdrol na de dood van Caligula door met de Senaat te onderhandelen over de opvolging. Als dank ontvangt hij van Claudius een steeds groter gebied in zijn thuisland. Uiteindelijk probeert hij het Oosten af te scheiden van het Romeinse Rijk, maar hij overlijdt tijdens zijn geplande machtsgreep.
Caligula is mogelijk nog wreder dan Tiberius en hij wordt langzaam waanzinnig. Niemand is veilig onder zijn regime. Zo doodt hij zijn eigen zuster Drusilla die hij had gehuwd en zwanger gemaakt en maakt hij zijn lievelingspaard tot senator. Zelfs de slimme Claudius heeft het moeilijk om te overleven, want Caligula’s waanzin verergert. Zo verandert hij de Senaat in een bordeel en laat Claudius als portier optreden. Als Caligula wordt vermoord vlucht Claudius en verstopt zich achter een gordijn. Daar wordt hij gevonden door leden van de lijfwacht van de vermoorde keizer en door hen tot nieuwe keizer uitgeroepen. Herodes Agrippa onderhandelt vervolgens voor hem met de senaat.
Na een aarzelend begin ontpopt Claudius zich tot een goede en rechtvaardige keizer. Hij wordt echter bedrogen door zijn vrouw Valeria Messalina die zelfs probeert hem te vermoorden tijdens een staatsgreep. Dit is te veel voor Claudius. Als hij zijn vrouw moet laten terechtstellen breekt er iets in hem. Wel hertrouwt Claudius al snel daarna voor de vierde keer en wel met Julia Agrippina minor, dochter van zijn geliefde broer Germanicus. Lusteloos regeert hij door en hij adopteert zelfs zijn onbekwame en wrede stiefzoon Nero als zijn zoon en benoemt hem tot zijn opvolger. Iedereen denkt dat Claudius gek is geworden, met name de zoon van Claudius, Britannicus. Maar Claudius heeft een bijbedoeling, hij wil dat de Romeinen het besturen van Rome door de keizers zullen afwijzen en terugkeren naar de republiek. Dit zou alleen kunnen na een wrede en onbekwame keizer aan het hoofd. Om die reden stelt hij Nero aan ten koste van zijn biologische zoon. Gerustgesteld laat hij zich door Nero vergiftigen.

## Verschil tussen de twee boeken en de televisieserie
Weinig aandacht is er voor de grootscheepse inval in Engeland, waar de keizer zich een fabelachtig strateeg toont. De rol van zijn rechterhand, Lucius Vitellius, komt vrijwel niet in beeld.

## De politicus Claudius
Een inkijkje in de politieke bekwaamheid van de keizer is zijn discussie met de gouverneur van Syrie, Gaius Vibius Marsus. Is de Joodse messias wellicht al verschenen? Er zijn drie mogelijke kandidaten, Caligula, een Joodse prediker Jezus uit Nazareth en Herodes Agrippa I.

## Hoofdrollen
- Derek Jacobi - Claudius
- Siân Phillips - Livia
- Brian Blessed - Augustus
- George Baker - Tiberius
- John Hurt - Caligula
- Margaret Tyzack - Antonia
- Ian Ogilvy - Drusus
- Frances White - Julia
- John Paul - Marcus Agrippa
- Christopher Guard - Marcellus
- Kevin McNally - Castor
- Patricia Quinn - Livilla
- David Robb - Germanicus
- Fiona Walker - Agrippina de Oudere
- John Castle - Postumus
- James Faulkner - Herodes Agrippa
- Patrick Stewart - Sejanus
- Stratford Johns - Piso
- Sheila White - Messalina
- Christopher Biggins - Nero
- John Rhys-Davies - Naevius Sutorius Macro
- Bernard Hepton - Marcus Antonius Pallas
- John Cater - Tiberius Claudius Narcissus
- Barbara Young - Agrippina de Jongere
- Beth Morris - Drusilla

## Prijzen
In 1977 won de serie drie BAFTA's, te weten voor beste mannelijke acteur (Derek Jacobi), beste vrouwelijke acteur (Siân Phillips) en beste ontwerp (Tim Harvey). Toen de serie in 1978 ook op de Amerikaanse televisie verscheen, won Harvey ook daar een prijs, namelijk een Emmy Award.

## Trivia
- Aan het begin van elke aflevering was in de titelrol een over een mozaïek kronkelende slang te zien. In de intro van de tweede reeks van de Britse komische serie Blackadder is dit gepersifleerd.
- De ‘Romeinse’ muziek in de serie werd gecomponeerd door de oudemuziekspecialist David Wulstan, die een figurantenrol als bazuinblazer had. De muzikanten waren leden van zijn ensemble The Clerkes of Oxenford.

## Voetnoot
1. ↑  Behalve de tiende en dertiende
2. ↑  Desgevraagd door Claudius ontkent Livia in de eerste twee gevallen haar eigen betrokkenheid en men is geneigd haar te geloven
3. ↑  Zijn achternicht. Haar oma Claudia Marcella minor was een halfzus van zijn moeder, Agrippina minor